# Alonso Villasana
Alonso Villasana o Alonso de Villasana fue un pintor novohispano. Su obra más relevante fueron los frescos, hoy desaparecidos, de la Basílica de Nuestra Señora de los Remedios hechos en el siglo XVI.

## Biografía
Existe poca información acerca de este artista y sus capacidades pictóricas, pero debido al encomio con que le honró fray Luis de Cisneros en 1621 se deduce que fueron bastantes ya que en esa época virreinal la pintura fresca daba un aspecto de grandiosidad y magnanimidad, siendo este un recurso predilecto en las iglesias y conventos.
“San Bernardo confiesa que la pintura mueve a los hombres a devoción, si es cosa sagrada, por no sé qué viveza que tiene, por lo que se parece a la naturaleza; obra que definiendo la pintura Laureto, dice que es una viva representación de la forma de la cosa, y así llamaron San Gregorio Damaceno y Beda a la pintura, libro de los ignorantes; que los misterios que no se les pueden enseñar por escrito, porque no los sabrán entender, se les enseñan por pintura que es su escritura".
Villasana realizó las pinturas al fresco del que desde el siglo XVI ya era uno de los templos más relevantes de la Nueva España, el Santuario de los Remedios. Fue un encargo del capellán, Juan López y se hicieron en 1595. La descripción hecha por Luis de Cisneros  indica que la obra incluía, además de un programa pictórico dedicado a María, elementos grecolatinos, sibilas y pasajes bíblicos, entre otros como el águila y la serpiente. Incluyó, también, vinculaciones iconográficas que serían prohibidas por el Tribunal del Santo Oficio, como la asociación de la madre de Jesús con Venus y Cupido.